# Roswith Roth
Roswith Roth (* 4. Juni 1944 in Stainach-Pürgg) ist eine österreichische Gesundheitspsychologin, psychologische Geschlechterforscherin und Hochschullehrerin.

## Leben und Werk
Roth legte 1962 in Graz die Reifeprüfung ab und begann an der Technischen Universität Graz das Studium der Architektur. 1968 heiratete sie Gerhard Roth, und ihre erste Tochter wurde 1968 und der Sohn 1971 geboren. Von 1973 bis 1980 studierte sie an der Universität Graz Psychologie, promovierte 1980 und habilitierte sich 1993. Anschließend war sie außerordentliche Professorin am Institut für Psychologie der Karl-Franzens-Universität Graz und arbeitete als ausgebildete Psychotherapeutin. 1999 war sie Gastprofessorin an der University of Arkansas at Little Rock, 2004 wurde sie zur Universitätsprofessorin ernannt und 2005 war sie Gastprofessorin an der Hiroshima University in Japan. Neben Mitgliedschaften in mehreren wissenschaftlichen Gesellschaften war sie von 2000 bis 2001 Präsidentin des International Council of Psychologists. Ihre Arbeitsgebiete und Veröffentlichungen befassen sich unter anderem mit den Bereichen Geschlechterforschung, Gleichstellung, Frauengesundheit, psychologischen und ethischen Aspekten in der Vorhersage und Prävention des Typ-1-Diabetes.

## Auszeichnungen
- 2002: Großes Ehrenzeichen, Land Steiermark
- 2013: Best Scientific Paper Award of 7. Scientific Forum of Austrian Applied Universities
- 2013: Käthe Leichter Award Nationalbank